# پرمنگنات باریوم
پرمنگنات باریوم ترکیب شیمیایی بین پرمنگنات و عنصر شیمیایی باریوم است. فرمول شیمیایی این ماده BaMn2O8 می‌باشد. پرمنگنات باریوم را می‌توان به روش تسهیم نامتناسب منگنات باریوم در یک محلول اسیدی تولید کرد.